# Düsseldorf
Düsseldorf (donjonjemački: Düsseldörp) je grad u Njemačkoj i glavni grad gusto naseljene njemačke pokrajine Sjeverna Rajna-Vestfalija. Grad leži na rijeci Rajni i dio je konurbacije Ruhr (niza spojenih gradova uz Rajnu). Düsseldorf je središte njemačke modne industrije, oglašivačkih agencija i multinacionalnih korporacija. 

## Povijest
Na prostor današnjeg Düsseldorfa su se u 7. i 8. stoljeću naselila germanska plemena. Nastalo je manje naselje poljoprivrednika i ribara na Rajni. Prvi spomen grada potječe iz 1135. godine (tada se zvao Dusseldorp). Car Fridrik I. Barbarossa je sagradio tvrđavu u gradu Kaiserswerthu sjeverno od Düsseldorfa.
Od 1186. je Düsseldorf došao pod upravu grofova Berg koji su 1280. u grad preselili svoje sjedište. 1288. su grofovi Düsseldorfu dali gradske privilegije. Došlo je do sukoba oko vlasti nad gradom između grofova Berg i kölnskog nadbiskupa. 1609. je grofovija Berg postala dio grofovije Pfalz-Neuburg, a Düsseldorf je jedan od najvažnijih grofovskih gradova. Grad se jače razvija u 18. st. kad dolaze mnogi umjetnici (na poziv grofove žene Ane Marije Luise iz firentinske dinastije Medici). Grad je pretrpio štetu u Napoleonovim ratovima. Napoleon je osnovao Veliko vojvodstvo Berg, a Düsseldorf je glavni grad. Nakon Napoleonovog pada je Düsseldorf pripao Pruskoj. U Düsseldorfu je bio parlament Rajnskih provincija (autonomnog područja uz Rajnu unutar Pruske).
U 19. st. je grad brzo narastao zbog industrijalizacije koja je zahvatila cijeli ruhrski prostor uz Rajnu. U prostoru Ruhra se brzo razvija industrija zbog nalazišta ugljena i dolaze mnogi naseljenici u tamošnje gradove, pa tako i Düsseldorf. Grad je razoren u bombardiranju tijekom 2. svj. rata. Nakon rata je postao glavni grad savezne pokrajine Sjeverne Rajne-Vestfalije. Grad se brzo razvija i postaje značajan industrijski i trgovački centar.

## Zemljopis
Düsseldorf se nalazi na zapadu Njemačke, na ušću rijeke Düssel u Rajnu. Dio je urbaniziranog područja  (konurbacije) Ruhr. To je niz spojenih gradova uz rijeku Rajnu (Köln, Bonn, Leverkusen, Wuppertal, Essen, Bochum, Gelsenkirchen i Dortmund). Ruhr je značajan industrijski centar koji se razvio na rudnim nalazištima. Düsseldorf se nalazi na desnoj obali Rajne, a nasuprot je grad Neuss. Klima je umjerena s blagim zimama i toplim ljetima.

## Gospodarstvo
Düsseldorf je središte njemačke modne industrije i telekomunikacija. U nekoliko godina grad se snažno gospodarski razvio. Njemački najveći mobilni operateri Vodafone i E-Plus imaju sjedište ovdje. Također velike tvrtke NTT, Ericsson, Sandvik, Nokia i GTS imaju značajne podružnice ovdje. Mnoge velike svjetske internetske tvrtke imaju korijene u Düsseldorfu. Postoji 400 reklamnih agencija, među kojima su i tri najveće u Njemačkoj:BBDO Group, Publicis Grups i Grey Group. Ima oko 170 financijskih institucija, te jedna od najvećih burza u Njemačkoj. Poznate tvrtke iz Düsseldorfa su L'Oreal, Henkel i Metro. Grad je medijski vrlo razvijen.

## Znamenitosti
- Najpoznatija građevina je TV toranj Rheinturm visok 240.5 metra, te je najveći telekomunikacijski toranj u Düsseldorfu
- Vrlo su poznate zgrade koje je konstruirao arhitekt Frank Gehry.
- Poznata je akademija Heinrich-Heine-Universität koja je osnovana 1965.
- Poznata je zračna luka  koja je treća po veličini u Njemačkoj.
- Poznata i zanimljiva je zgrada regionalnog parlamenta zbog jedinstvenog oblika.
- Poznato je javno šetalište Königsallee.

## Stanovništvo
| Godina              | Stanovnici |
| ------------------- | ---------- |
| 1632                | 5.000      |
| 1703                | 8.573      |
| 1792                | 18.794     |
| 1. prosinca 1834. ¹ | 21.421     |
| 1. prosinca 1840. ¹ | 22.477     |
| 3. prosinca 1855. ¹ | 29.085     |
| 3. prosinca 1858. ¹ | 38.765     |
| 3. prosinca 1861. ¹ | 37.900     |
| 3. prosinca 1864. ¹ | 44.300     |
| 3. prosinca 1867. ¹ | 63.400     |
| 1. prosinca 1871. ¹ | 69.365     |
| 1. prosinca 1875. ¹ | 80.695     |
| 1. prosinca 1880. ¹ | 95.458     |
| 1. prosinca 1885. ¹ | 115.190    |
| 1. prosinca 1890. ¹ | 144.642    |
| 2. prosinca 1895. ¹ | 175.985    |
| 1. prosinca 1900. ¹ | 213.711    |
| 1. prosinca 1905. ¹ | 253.274    |
| 1. prosinca 1910. ¹ | 358.728    |
| 1. prosinca 1916. ¹ | 354.747    |

| Godina                | Stanovnici |
| --------------------- | ---------- |
| 5. prosinca 1917. ¹   | 374.770    |
| 8. listopada 1919. ¹  | 407.338    |
| 16. lipnja 1925. ¹    | 432.633    |
| 16. lipnja 1933. ¹    | 498.600    |
| 17. svibnja 1939. ¹   | 541.410    |
| 31. prosinca 1945.    | 392.316    |
| 29. listopada 1946. ¹ | 420.909    |
| 13. rujna 1950. ¹     | 500.516    |
| 25. rujna 1956. ¹     | 654.850    |
| 6. lipnja 1961. ¹     | 702.596    |
| 31. prosinca 1965.    | 698.007    |
| 27. svibnja 1970. ¹   | 663.586    |
| 31. prosinca 1975.    | 664.336    |
| 31. prosinca 1980.    | 590.479    |
| 31. prosinca 1985.    | 561.686    |
| 25. svinja 1987. ¹    | 563.531    |
| 31. prosinca 1990.    | 575.794    |
| 31. prosinca 1995.    | 571.030    |
| 31. prosinca 2000.    | 569.364    |
| 31. prosinca 2005.    | 577.416    |

¹ Popis stanovništva

## Gradovi prijatelji
- Reading, Ujedinjeno Kraljevstvo
- Haifa, Izrael
- Chemnitz, Njemačka
- Varšava, Poljska
- Moskva, Rusija (suspenzija od 2022. zbog invazija Ukrajine)
- Chongqing, Kina
- Palermo, Italija
- Chiba, Japan
- Černivci, Ukrajina[1]

## Poveznice
- Zračna luka Düsseldorf

## Vanjske poveznice
- Službena stranica

### Ostali projekti
|  | Zajednički poslužitelj ima još gradiva o temi Düsseldorf |

1. ↑  Städtepartnerschaften Düsseldorf, Düsseldorf.de, Pristupljeno 4. travnja 2025.